# Astonishing X-Men
Az Astonishing X-Men három X-Men képregénysorozatnak a neve, mely az Amerikai Egyesült Államokban jelenik meg a Marvel Comics kiadásában. Az első két sorozat 1995-ben és 1999-ben jelent meg és valójában csak minisorozatok voltak. A harmadik, immár rendszeres megjelenésű sorozatot 2004-ben indította útjára a Marvel.

## A sorozat megjelenésének története

### 1. sorozat
Az első sorozat 1995-ben jelent és egy négyrészes minisorozat volt, mely az Uncanny X-Men-t váltotta fel az 1995-ös „Apokalipszis kora” történet során, ami egy alternatív univerzumban játszódott. Ennek során az összes X-Mennel kapcsolatos kiadvány új címet kapott. A történetben X Professzort a „jelen” események előtt húsz évvel megöli saját fia, Légió. Magneto szemtanúja barátja halálának és elkötelezi magát, hogy annak álmát megvalósítsa, ezért létrehozza saját X-Men csapatát. Ennek ellenére nem tudja megfékezni a pusztító erejű mutánst, Apokalipszist.
A minisorozat írója Scott Lodbell, rajzolója Joe Madureira volt.

## Bibliográfia
Marvel Comics
- Astonishing X-Men #1–4 (1995. március – június)
- Astonishing X-Men #1–3 (1999. szeptember – november)
- Astonishing X-Men #20+ (2004. július –)

Gyűjtemények
- Astonishing X-Men: The Age of Apocalypse TPB (Astonishing X-Men #1–4) ISBN 0-7851-0127-6
- Astonishing X-Men: Deathwish TPB (X-Men #92, #95, Astonishing X-Men #1–3, Uncanny X-Men #375) ISBN 0-7851-0754-1
- Astonishing X-Men Vol. 1: Gifted TPB (Astonishing X-Men #1–6) ISBN 0-7851-1531-5
- Astonishing X-Men Vol. 1: Gifted HC (Astonishing X-Men #1–6) ISBN 0-7851-2301-6
- Astonishing X-Men Vol. 2: Dangerous TPB (Astonishing X-Men #7–12) ISBN 0-7851-1677-X
- Astonishing X-Men Vol. 3: Torn TPB (Astonishing X-Men #13–18) ISBN 0-7851-1759-8

## Alkotók
| Rendszeres írók - Scott Lobdell, 1995 - Scott Lobdell és Jeph Loeb (Astonishing X-Men #3) - Howard Mackie, 1999 - Howard Mackie és Glenn Herdling (Astonishing X-Men #3) | Rendszeres rajzolók - Joe Madureira, 1995 - Brandon Peterson, 1999 - Brandon Peterson és Bret Booth (Astonishing X-Men #2) - Brandon Peterson és Gregg Schigiel (Astonishing X-Men #3) |